# Джули Кристи
Джули Франсис Кристи (на английски: Julie Frances Christie), известна още като Джули Кристи, е британска актриса. Тя е носителка на Оскар за най-добра актриса през 1965 г. за филма „Скъпа“. 

## Биография
Кристи е родена на 14 април 1941 г. в Чабуа, Асам, Индия и е висока около 162,5 см. Учи в Лондонската школа за музика и драма и работи в театъра от края на 50-те и началото на 60-те. През 1962 г. пробива в научнофантастична поредица на BBC, която се казва „A for Andromeda“. Записите от тази поредица са загубени. През 1962 г. се появява и във филма „Анонимен крадец“.
Първата ѝ голяма роля е в „Били лъжеца“ (1963), където играе с Том Кортни. Тя играе също така Лара в „Доктор Живаго“ (1965) и Батшеба в „Далеч от безумната тълпа“ (1967). През 1965 г. играе любовницата на Шон О'Кейси в „Младият Касиди“, а през 1967 г. участва в „451 градуса по Фаренхайт“. След този филм тя отива в Америка, за да играе в „Петулия“ (1968). В Англия тя играе в две драми: „В търсене на Грегъри“ (1970) и „Посредникът“ (1971).
Завръща се в САЩ, където играе в антиуестърна на Уорън Бийти „Маккейб и мисис Милър“ (1971). Играе с него в още два филма: сатиричния „Шампоан“ (1975) и комедията „Раят може да почака“ (1978).
Кристи играе и в „Не поглеждай сега“ (1973), „Нашвил“ (1975) и „Потомството на дявола“ (1977), известен още като „Роден демон“.
Кристи е водеща фигура в бляскавия Лондон от 60-те. Тя продължава да прави филми, включително и този на френски език със Софи Марсо във филма „Белфегор: Фантомът на Лувъра“ (2001). Други последни филми на Кристи са „Завръщането на войника“ (1981), „Жега и прах“ (1983), „Сила“ (1986) и „Жертви на съдбата“ (1990). Играе с Доналд Съдърланд в „Човекът от гората“ (1992). Появява се във филма от 2002 г. „Люси си търси мъж“.
Играе в три филма от 2004 г.: „Хари Потър и Затворникът от Азкабан“, „Троя“ и „Пътят към Невърленд“. През 2007 г. получава четвърта номинация за „Оскар“ за Най-добра актриса за филма „Далеч от нея“, където играе Фиона Андерсън.

## Избрана филмография
| Година | Филм                                | Оригинално заглавие                      | Роля                   | Режисьор          |
| ------ | ----------------------------------- | ---------------------------------------- | ---------------------- | ----------------- |
| 1965   | Доктор Живаго                       | Doctor Zhivago                           | Лара Антипова          | Дейвид Лийн       |
| 1966   | 451 градуса по Фаренхайт            | Fahrenheit 451                           | Клариса / Линда Монтаг | Франсоа Трюфо     |
| 1967   | Далеч от безумната тълпа            | Far from the Madding Crowd               | Батшеба Евердене       | Джон Шлезинджър   |
| 1968   | Петулия                             | Petulia                                  | Петулия Данер          | Ричард Лестър     |
| 1970   | В търсене на Грегъри                | In Search of Gregory                     | Катрин Морели          | Питър Ууд         |
| 1971   | Посредникът                         | The Go-Between                           | Лейди Мериан Триминген | Джоузеф Лоузи     |
| 1971   | Маккейб и мисис Милър               | McCabe & Mrs. Miller                     | Констанс Милър         | Робърт Олтмън     |
| 1973   | Не поглеждай сега                   | Don't Look Now                           | Лора Бакстър           | Николас Роуг      |
| 1975   | Нашвил                              | Nashville                                | Себе си                | Робърт Олтмън     |
| 1975   | Шампоан                             | Shampoo                                  | Джеки                  | Хал Ашби          |
| 1977   | Потомството на дявола               | Demon Seed                               | Сюзън Харис            | Доналд Камел      |
| 1978   | Раят може да почака                 | Heaven Can Wait                          | Бети Лоугън            | Уорън Бейти       |
| 1982   | Завръщането на войника              | The Return of the Soldier                | Кити Балдри            | Алън Бриджис      |
| 1983   | Жега и прах                         | Heat and Dust                            | Ен Ривърс              | Джеймс Айвъри     |
| 1986   | Сила                                | Power                                    | Елен Фриман            | Сидни Лумет       |
| 1990   | Жертви на съдбата                   | Fools of Fortune                         | Мисис Куинтън          | Пат О'Конър       |
| 1992   | Човекът от гарата                   | The Railway Station Man                  | Хлен Кюф               | Майкъл Уайт       |
| 2001   | Белфегор: Фантомът на Лувъра        | Belphégor – Le fantôme du Louvre         | Гленда Спендер         | Жан-Пол Саломе    |
| 2002   | Много мъже за Люси                  | I'm with Lucy                            | Дори                   | Джон Шерман       |
| 2004   | Хари Потър и Затворникът от Азкабан | Harry Potter and the Prisoner of Azkaban | Мадам Росмерта         | Алфонсо Куарон    |
| 2004   | Троя                                | Troy                                     | Тетида                 | Волфганг Петерсен |
| 2004   | Пътят към Невърленд                 | Finding Neverland                        | Мисис Ема дьо Мурие    | Марк Форстър      |